# Micești
Micești is een Roemeense gemeente in het district Argeș.
Micești telt 4377 inwoners.